# منصورية السادات (عنافجة)
منصورية السادات (بالفارسية: منصوریه سادات) هي قرية وتقع في إيران في قسم عنافجة الريفي. يقدر عدد سكانها بـ 35 نسمة بحسب إحصاء 2016.